# Campo el Seis
Campo el Seis är en ort i Mexiko.   Den ligger i kommunen Culiacán och delstaten Sinaloa, i den västra delen av landet, 1 000 km nordväst om huvudstaden Mexico City. Campo el Seis ligger 16 meter över havet och antalet invånare är 277.
Terrängen runt Campo el Seis är mycket platt. Runt Campo el Seis är det ganska tätbefolkat, med 155 invånare per kvadratkilometer. Närmaste större samhälle är Villa de Costa Rica, 8,4 km nordost om Campo el Seis. Trakten runt Campo el Seis består till största delen av jordbruksmark.